# Trachea normalis
Trachea normalis är en fjärilsart som beskrevs av George Francis Hampson 1914. Trachea normalis ingår i släktet Trachea och familjen nattflyn. Inga underarter finns listade i Catalogue of Life.